# Myzaphis juchnevitshae
Myzaphis juchnevitshae är en insektsart. Myzaphis juchnevitshae ingår i släktet Myzaphis och familjen långrörsbladlöss. Inga underarter finns listade i Catalogue of Life.